# Onthophagus orthocerus
Onthophagus orthocerus är en skalbaggsart som beskrevs av Thomson 1858. Onthophagus orthocerus ingår i släktet Onthophagus och familjen bladhorningar. Inga underarter finns listade i Catalogue of Life.